# Tour de Lombardie 1910
La 6e édition de la course cycliste, le Tour de Lombardie a eu lieu le 6 novembre 1910 et a été remportée par l'Italien Giovanni Micheletto.

## Classement final
| \| 1. Giovanni Micheletto \| Italie \| en \| 8 h 35 min 32 s \| \| 2. Luigi Ganna \| Italie \| \| 0 s \| \| 3. Luigi Bailo \| Italie \| à \| 4 min 00 s \| \| 4. Domenico Cittera \| Italie \| \| 6 min 00 s \| \| 5. Carlo Galetti \| Italie \| \| 11 min 00 s \| \| 6. Guido Matteoni \| Italie \| \| 11 min 00 s \| \| 7. Emilio Chironi \| Italie \| \| 21 min 00 s \| \| 8. Luigi Azzini \| Italie \| \| 21 min 00 s \| \| 9. Battista Danesi \| Italie \| \| 25 min 00 s \| \| 10. Giuseppe Dilda \| Italie \| \| 30 min 00 s \| |        |    |                 |
| 1. Giovanni Micheletto | Italie | en | 8 h 35 min 32 s |
| 2. Luigi Ganna | Italie |    | 0 s             |
| 3. Luigi Bailo | Italie | à  | 4 min 00 s      |
| 4. Domenico Cittera | Italie |    | 6 min 00 s      |
| 5. Carlo Galetti | Italie |    | 11 min 00 s     |
| 6. Guido Matteoni | Italie |    | 11 min 00 s     |
| 7. Emilio Chironi | Italie |    | 21 min 00 s     |
| 8. Luigi Azzini | Italie |    | 21 min 00 s     |
| 9. Battista Danesi | Italie |    | 25 min 00 s     |
| 10. Giuseppe Dilda | Italie |    | 30 min 00 s     |